# 愛がこわれるとき
『愛がこわれるとき』（あいがこわれるとき、Sleeping with the Enemy）は、1991年のアメリカ合衆国のサスペンス映画。ナンシー・プライスの小説『逃げる女』を原作としている。監督はジョセフ・ルーベン。脚本はロナルド・バス。ジュリア・ロバーツがローラ・バーニーを演じている。1992年のBMI賞の音楽部門を受賞し、同年のサターン賞でホラー映画賞、音楽賞ならびにジュリア・ロバーツが主演女優賞にノミネートされた。アメリカで公開された1991年2月10日の週でボックスオフィス一位を記録した。

## ストーリー
ローラ（ジュリア・ロバーツ）は愛する恋人のマーティン（パトリック・バーギン）と結婚し、ケープコッドの海辺の豪邸で幸せな生活を送るはずだった。
だが、夫は極度の潔癖症だった上にローラに対する異様なほどの執着心を見せ始め、次第に激しい暴力を振るうようになる。ローラが窓から夫以外の男を見たというだけで夫は彼女を殴り倒し、悲鳴を上げ床に倒れて泣く彼女をさらに罵りながら蹴るのだが、直後、悪びれる様子もなく「君が悪いんだよ」と優しく抱き起こし、プレゼントを買って来て宥めるのだった。何らの自由も与えず自分を支配する恐ろしい夫からは離婚などの手段で逃れることができず、そんな生活に限界を感じたローラは、自らの死を偽装し、新しい人生を歩もうと考える。そして密かに水泳教室に通い、泳ぎをマスターする。
ローラはある晩、夫とその友人と共にヨットでクルーズに出掛けるが、急変した天候の中でヨットから転落、暗黒の海で行方不明に。夫は泳げない妻の死を確信し嘆き悲しむが、実はローラは自宅前の浜辺に泳ぎ着き、用意してあった荷物を持って家を出ていた。家を出る際、外した結婚指輪をトイレに流していたのだが・・・。
ローラはサラと名を変えてアイオワ州のシーダーフォールズに家を買う。そこは夫と暮らしていた誰もいない、ただ水平線が広がるのみの海辺と違い、賑やかな人々で溢れる明るい町だった。そして隣に住む、大学で演劇を教えているという心温かい青年ベン（ケヴィン・アンダーソン）と親しくなるのだが、彼はローラと愛し合おうとした時、異常に怯え泣き出した彼女に驚き、男に何をされたのかと訊く。その日はそのまま何も出来ず別れたが、翌日ローラはベンに全てを打ち明け、幸せな日々が始まる。
だがその頃、夫はローラの”死”以来寄り付いていなかった自宅に戻り、便器の中に流れず残っていた結婚指輪を見つけて彼女が実は生きている事を知った。
妻の裏切りに激怒した夫は私立探偵を雇う。そしてローラが以前亡くなったと言っていた彼女の盲目の母親も実は生きており、アイオワの老人ホームにいる事を突き止めて、そこでローラを待ち伏せする。母親に会いたいローラはベンの助けを借りて男装し、スタッフのふりをして無事に母親の部屋に入る事が出来た。ところが夫は自分は警察だと言ってローラの母親を騙し、彼女がどこにいるかを聞き出した。
夫は遊園地で楽しそうに過ごすローラとベンの姿を見、怒りの上に激しい嫉妬も加わって、狂人のような目で二人を凝視する。そして彼女の留守中に家に侵入すると、雑に置かれてある物を完璧に整頓するなどして自分が来た事がひと目で分かるようにし、彼女が帰宅するのを待ち伏せる。夜、帰宅し室内の様子を見て怯え泣き出したローラに背後から夫が銃を突き付ける。そこへベンが来て夫と揉み合い、ベンは殴られ倒れてしまう。夫は銃を片手にローラを抱き寄せ、結婚指輪を見せて執拗に復縁を迫るが、彼女は隙を見て夫から銃を奪う。夫は怯むが、なおも愛していると言いながら銃を返すよう求め迫ってくる彼をローラは恐怖に震えながら射殺する。意識を取り戻したベンとローラが抱き合うその側で、絶命した夫の手にはローラの結婚指輪が握りしめられていた・・・。

## 登場人物・キャスト
ローラ・バーニー / サラ・ウォーターズ
演 - ジュリア・ロバーツ
結婚直後にマーティンの本性を知るが、彼の暴力に怯え愛しているフリを続けている。子供の頃に溺れかけたため水が苦手。マーティンの機嫌を損ねないよう夫の前では表向き笑顔で努め、心の中では神経を張り詰めて生活している。マーティンと結婚して約3年半。“サラ”は夫から逃げ出した後の名前。サラになってからは、町の図書館で働きながら一人暮らしを始め、ベンと親しくなる。以前より疑り深く慎重な性格となっており、秘密主義な行動を取るようになる。
マーティン・バーニー
演 - パトリック・バーギン
ローラの夫。投資カウンセラーをしている。ボストンで暮らしていたが現在は休暇中で海辺の別荘で夫婦で暮らしている。表向き落ち着きのある優しい声と紳士的な態度で人と接しているが、実際はローラを暴力で支配している。極度の潔癖症で服や部屋が汚れるのはもちろん、洗面所のタオルやキッチンの調味料の位置が少しズレるだけでも嫌がる。ローラによると「結婚まで優しかったがハネムーンの翌日から本性を表し暴力を振るい始めた」とのこと。歪んだ愛だが、心から妻を愛している。ベルリオーズ作曲の『幻想交響曲』がお気に入り。
ベン・ウッドワード
演 - ケヴィン・アンダーソン
アイオワ州の小さな町在住でサラ・ウォーターズの隣の家で暮らしている。仕事は、近くの大学で演劇を教えている。陽気で気さくな性格。隣の家で暮らし始めたサラと知り合い、ほどなくして好意を寄せ始める。アプローチをかけるが中々個人情報を教えてくれない彼女を不思議がっていたが、その後彼女の過去を知り支えるようになる。趣味は歌とダンスで、元々は役者志望だったが挫折した過去がある。
クロエ・ウィリアムズ
演 - エリザベス・ローレンス
ローラの母。3年前に脳溢血で倒れた後目が見えず左半身が不自由な状態。半年前に老人ホームで暮らしていたがローラがサラになった頃に別の養老院に移りそこで暮らし始める。施設では編み物をしたり点字で書かれた本を読んで過ごしている。親子仲は良好で「私の小さな天使 小鳥と一緒に眠りましょう」という歌詞の歌は、ローラとの思い出の歌。
ジョン・フライシュマン
演 - カイル・セコー
マーティン夫妻が暮らす別荘の近くで暮らし始めた青年。仕事は神経科の医師をしている。趣味はヨット。マーティンから「若くていい男」と評されている。
リズナー医師
演 - クローデット・ネヴィンズ
クロエが以前入所していた老人ホームで働く。ローラの居場所の手がかりを求めてやって来たマーティンに、半年前に彼女がクロエを別の養老院に移したことを伝える。

## スタッフ
- 監督：ジョセフ・ルーベン
- 製作：レナード・ゴールドバーグ
- 製作総指揮：ジェフリー・チャーノフ
- 原作：ナンシー・プライス
- 脚本：ロナルド・バス
- 撮影：ジョン・リンドリー
- 音楽：ジェリー・ゴールドスミス

## 日本語吹替
| 役名                                  | 俳優                     | 日本語吹替                                                     | 日本語吹替                                                                               |
| 役名                                  | 俳優                     | ソフト版                                                       | テレビ朝日版                                                                             |
| ------------------------------------- | ------------------------ | -------------------------------------------------------------- | ---------------------------------------------------------------------------------------- |
| ローラ・バーニー / サラ・ウォーターズ | ジュリア・ロバーツ       | 土井美加                                                       | 勝生真沙子                                                                               |
| マーティン・バーニー                  | パトリック・バーギン     | 津嘉山正種                                                     | 江原正士                                                                                 |
| ベン・ウッドワード                    | ケヴィン・アンダーソン   | 佐古雅誉                                                       | 堀内賢雄                                                                                 |
| クロエ・ウィリアムズ                  | エリザベス・ローレンス   | 麻生美代子                                                     | 前田敏子                                                                                 |
| ジョン・フライシュマン                | カイル・セコー           | 宮本充                                                         | 平田広明                                                                                 |
| リズナー医師                          | クローデット・ネヴィンズ | 谷育子                                                         | 翠準子                                                                                   |
| その他                                |                          | 山田礼子 嶋俊介 火野カチコ 若杉朋子 叶木翔子 達依久子 秋元羊介 | 坂東尚樹 喜多川拓郎 竹口安芸子 さとうあい 小金沢篤子 広瀬正志 五十嵐麗 菊池正美 落合弘治 |
|                                       |                          |                                                                |                                                                                          |
| 演出                                  |                          | 好川阿津志                                                     | 田島荘三                                                                                 |
| 翻訳                                  |                          | 深沢三子                                                       | たかしまちせこ                                                                           |
| 調整                                  |                          | 山田均                                                         | 遠西勝三                                                                                 |
| 効果                                  |                          | 猪飼和彦 石田勝美                                              | 猪飼和彦                                                                                 |
| 制作                                  |                          | 千代田プロダクション                                           | コスモプロモーション                                                                     |
| 初回放送                              |                          |                                                                | 1995年5月21日 『日曜洋画劇場』                                                           |